# Jonagold

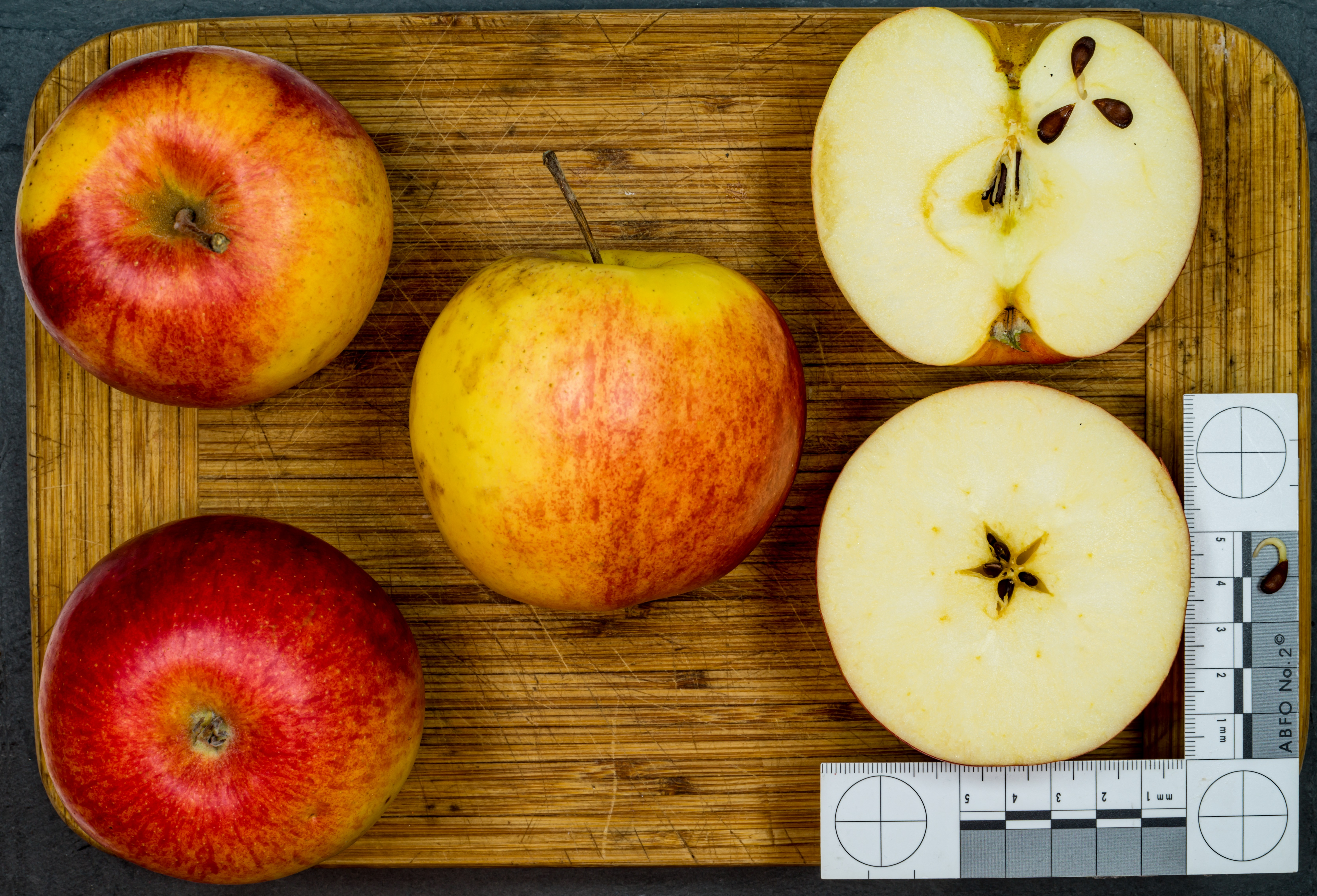
Jonagold, Ansicht der Frucht und Querschnitt

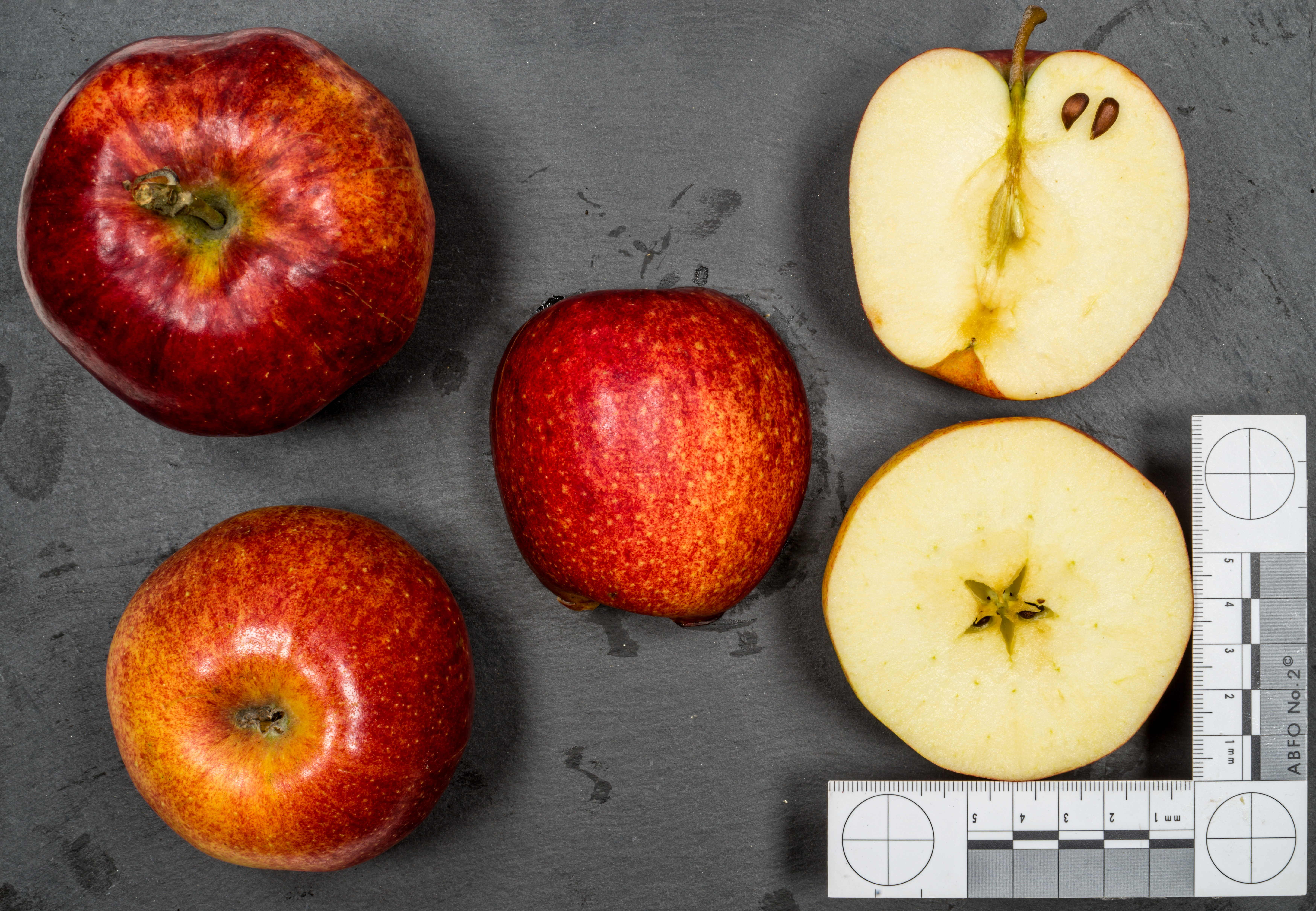
Die Mutation Jonagored, Ansicht der Frucht und Querschnitt

Jonagold ist eine Sorte des Kulturapfels (Malus domestica). Im Handel verbreitet ist sie auch unter dem Namen der Farbmutante Jonagored und unter dem Markennamen Red Prince. Jonagold wurde 1943 in der Versuchsstation der Cornell University in Geneva, New York, USA aus Golden Delicious und Jonathan gezüchtet und kam 1968 in den Handel.
Jonagold gehört zu den sechs am häufigsten angebauten Apfelsorten weltweit. Sie wird vor allem in Nord- und Osteuropa angepflanzt. Mutanten mit einer deutlichen Rotfärbung, wie beispielsweise 'Jonica', 'King', 'Jonagored', 'Rubinstar', 'Novajo', 'Red Jonaprince' und 'Jomured', werden im Anbau bevorzugt. Diese Mutanten weichen in ihrem Aussehen teilweise vom typischen Jonagold-Erscheinungsbild ab.

## Beschreibung

### Frucht

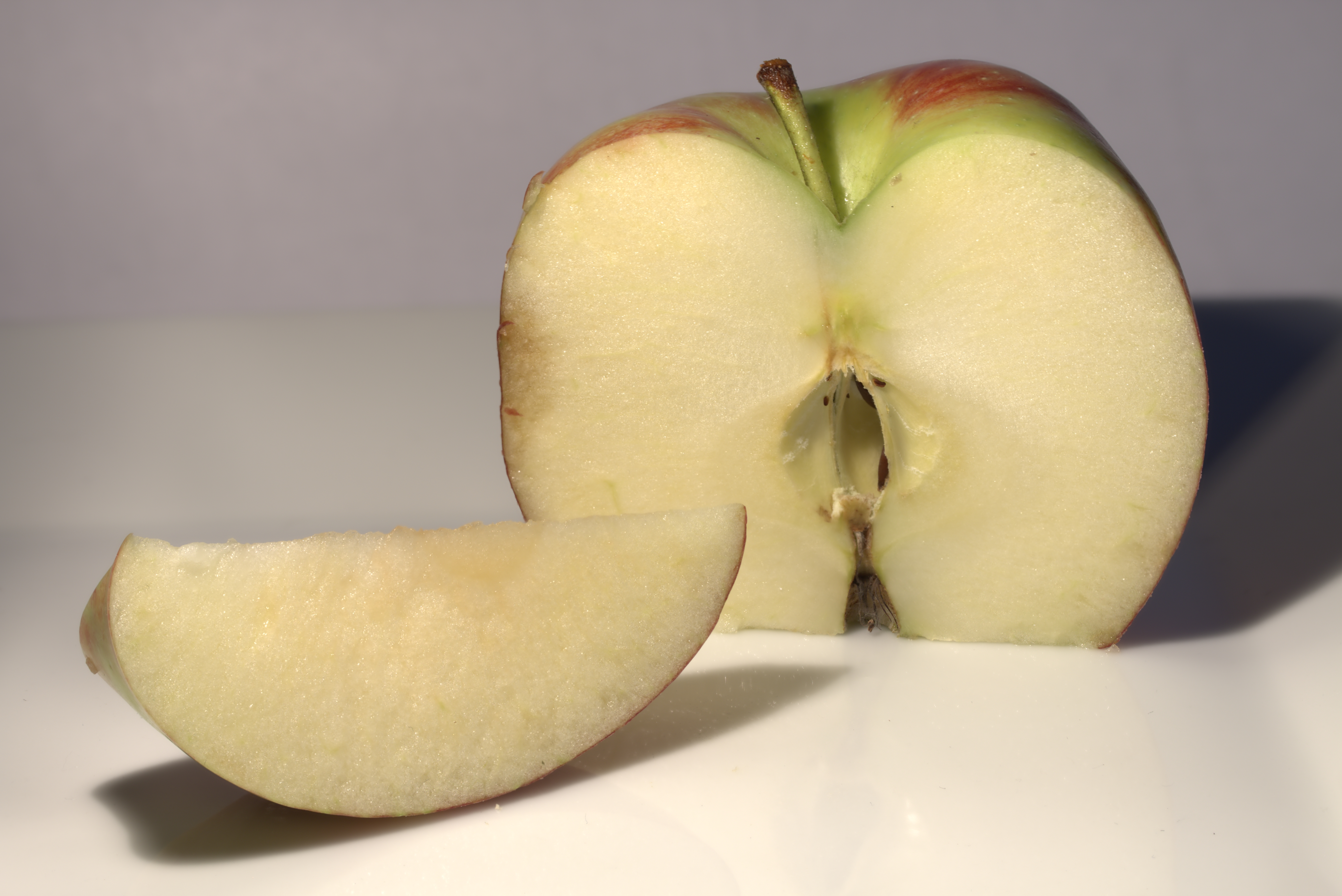
Aufgeschnittener Jonagoldapfel

Die Früchte sind groß und kugelig bis hochgebaut, ihr Höhe-Breite-Index beträgt 0,88. Ihre Farbe ist sonnig gelb, an der Sonnenseite orangerot bis leuchtend erdbeerrot. Die Lenticellen sind als Rotsterne oder helle Punkte zu erkennen. Der Kelch ist mittelgroß. Der Stiel ist mitteldick und lang. Samen werden unregelmäßig gebildet.
Das Fleisch ist gelblich, locker, kurz und saftig, später wird es weich. Sie sind ab Oktober genießbar. Ihr Geschmack ist süßfruchtig-feinsäuerlich.
In besonders feuchten und ertragreichen Jahren kann die Oberfläche dieser Apfelsorte dunkle Flecken aufweisen. Dabei handelt es sich um sogenannte Jonathan-Spots, die von der Muttersorte Jonathan weitervererbt werden. Eine Beeinträchtigung des Geschmacks tritt nicht ein.
Der Gehalt an Zucker und Säuren ist mittel bis hoch.
Auf Jonagold reagieren viele Allergiker, wie auch auf Braeburn, Gala, Golden Delicious und Granny Smith.

### Baum
Die Pflanzen haben einen starken und ziemlich schlanken Wuchs. Die Triebe sind meist flach inseriert, es werden viele Langtriebe ausgebildet. Die Blätter sind groß und kahnförmig. Die Sorte blüht spät und lang und ist fruchtbar.

## Anbau
Die Sorte bevorzugt warme Standorte. Sie bevorzugt Böden, die fruchtbar und tiefgründig sind. Gegenüber Frost sind Blüten und Holz mäßig empfindlich. Die Lagerfähigkeit von Jonagold ist sehr gut. Die Früchte sind kaum durch Windfall gefährdet.
Jonagold ist gegen Mehltau, Schorf und Obstbaumkrebs mäßig anfällig. Als Pollenspender ist Jonagold als triploide Sorte nicht geeignet.

## Mutanten

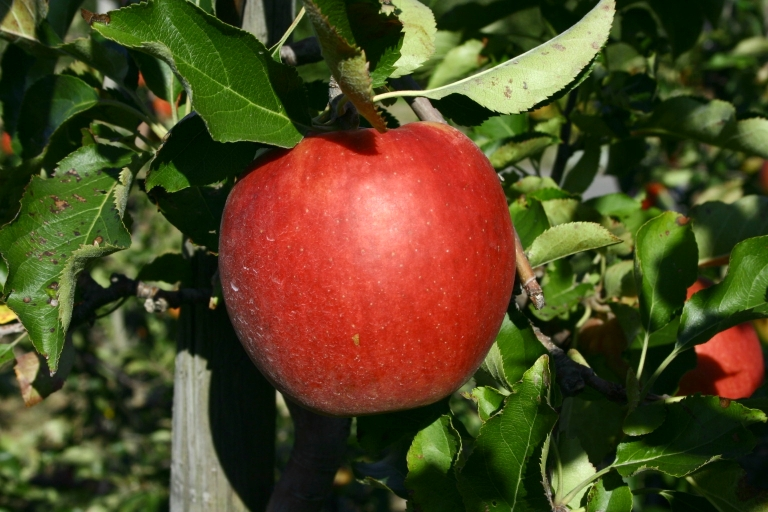
Jonagored

Weit verbreitet sind die Mutante Jonagored, die eine flächigere Rotfärbung aufweist und auch als Jonagored in den Handel gelangt, und Red Jonaprince (Markenname Red Prince). Verbreitete Mutanten sind auch Novajo, Jonica und Wilmuta. Diese haben eine hellere Rotfärbung als die Grundform, aber auch etwas geringere Erträge.
Die Mutante Marnica zeichnet sich durch ihre auffallende Rotfärbung aus. Aufgrund ihres sehr saftigen Fruchtfleischs wird sie oft zur Gewinnung von Apfelsaft genutzt. In Deutschland wird die Mutante beispielsweise wegen ihres hohen Ertrags im norddeutschen Obstbau angebaut.

## Analysen
Bei spendenfinanzierten Analysen wurde 496 mg Polyphenole pro Liter gemessen.

## Belege
- Robert Silbereisen: Malus. In: Hans. J. Conert u. a. (Hrsg.): Gustav Hegi. Illustrierte Flora von Mitteleuropa. Band 4 Teil 2B: Spermatophyta: Angiospermae: Dicotyledones 2 (3). Rosaceae 2. Blackwell 1995. ISBN 3-8263-2533-8.
- Gerhard Friedrich und Herbert Petzold: Handbuch Obstsorten, Ulmer Verlag, Stuttgart 2005, ISBN 3-8001-4853-6.